# Zbyněk Krompolc
Zbyněk Krompolc (* 29. května 1978 Čeladná) je bývalý český skokan na lyžích, který závodil v letech 1993–1999.
Startoval na ZOH 1994, kde byl v 15 letech nejmladším závodníkem české reprezentace. Na velkém můstku se tehdy umístil na 29. místě, na středním můstku skončil na 36. příčce a českému týmu pomohl k sedmému místu v závodě družstev. Zúčastnil se světového šampionátu v roce 1995, v témže roce dosáhl na mamutím můstku v Norsku čtvrtého místa v závodu Světovém poháru.